# Vigasztalások (Liszt)
A Vigasztalások (Consolations), alcímén Hat költői gondolat (Six pensées poétiques) Liszt Ferenc S.172-es jegyzékszámú, hat darabból álló zongoraciklusa. Nyomtatásban 1850-ben jelent meg a lipcsei Breitkopf und Härtel kiadó gondozásában.

## A mű születése
Liszt Ferenc több művét ihlették francia romantikus költők, például Victor Hugo és Alphonse de Lamartine alkotásai. A Consolations sorozat komponálásához az ötletet – feltehetően – Charles-Augustin Sainte-Beuve (1804–1869) 1830-ban, Joseph Delorme álnéven megjelent kötete adta, amit egyébként Victor Hugónak ajánlott. Liszt a komponálást az 1840-es évek közepén kezdte, és 1849 körül fejezte be. Az első változatban a harmadik darab még egy D’après une mélodie hongroise (Egy magyar dallam nyomán) című kompozíció volt, ami átkerült az első magyar rapszódia kezdetére, a Vigasztalásokba pedig új darabot illesztett. Biztos adat, hogy Liszt 1849. november 12-én küldte vissza a korrektúrázott íveket a lipcsei Breitkopf und Härtel kiadónak, amely 1850-ben jelentette meg a kottát, majd nem sokkal ezután a párizsi Bureau Central de Musique is kiadta.

## A zene
A Vigasztalások hat darabja valódi ciklust alkot, hangnemi rendjük szabályos ívet mutat: az első és utolsó két darab E-dúrban van írva, a két középső pedig Desz-dúrban, de észrevehető ugyanakkor hangulati rokonság is az egyes darabok között. Mindegyik darab bensőséges, költői és dallamos, ráadásul könnyen is játszhatók (ez alól csak az utolsó darab számít kivételnek, amely valamivel nehezebb, és bizonyos fokú virtuozitást is megkövetel az előadótól). A darabok lírai hangzása emlékeztet az éppen akkoriban, 1849. október 17-én elhunyt Frédéric Chopin noktürnjeire
Chopines az is, hogy ezek is igen rövid darabok, mind 25–100 ütem közötti hosszúságú, és eléggé lassúak. Szerkezetüket nézve – némi egyszerűsítéssel – többnyire háromrészesek, amelyben a visszatérések közötti anyag alapja is az alaptematika, nem kontrasztáló jellegű. A visszatérések ugyanakkor rendkívül változatosak, Liszt ezeket amolyan berliozos módon variálja. Harmóniaviláguk a Weimar előtti Liszt stílusát idézik, dallamosak, tonálisak.
1. darab
A legrövidebb mű, hangneme E-dúr, Andante con moto (andante=lépésben) tempójú, metruma C. Rövid, patetikus hangú bevezetést követően dallamos téma, a visszatérés a bevezető variációja. Érdekesség, hogy a 2011-es Liszt év alkalmából speciális festést kapott GYSEV-mozdony egyik oldalára ennek a darabnak a kottarészletét festették fel.
2. darab
Hangneme E-dúr, tempója Andantino („lépkedve”), metruma C. A darab mintha folytatása, kibontása lenne az első darabnak. A, A-variáns, kóda felépítésű. A mély regiszterben, halkan (kétszeres pianóban) fejeződik be.
3. darab
Ez a mű a ciklus legnépszerűbb darabja. Desz-dúr hangnemű, Lento placido (lento=lassan) tempójú, a metruma ennek is C. Széles ívű, szárnyaló témája van; dallamosságában Chopin ugyancsak Desz-dúrban írt op. 27, no. 2 noktürnjét idézi.
4. darab
Desz-dúr hangnemű, rövid, mindössze 34 ütemnyi darab, Quasi Adagio (adagio=lassan) tempójú, és ez is C metrumú. A téma Maria Pavlovna weimari nagyhercegnő szerzeménye. Halk, finom kompozíció.
5. darab
A mű hangneme E-dúr, tempója – akárcsak a másodiké – Andantino, és az előzőektől eltérően páratlan ütemű, 3/4-es darab. A, B, A-variáns, kóda felépítésű. Előírásainak (con grazia és espressivo con anima, dolce) megfelelően kedves, táncos jellegű darab. Címe eredetileg Madrigál volt.
6. darab
E-dúr hangnemű, 6/8-os lüktetésű kompozíció. Allegretto sempre cantabile tempójával (allegretto=gyorsacskán) a ciklus leggyorsabb darabja. Felépítése: A, A-variáns, B, A-variáns 2, kóda. Több szempontból is eltér a sorozat megelőző darabjaitól: gyorsabb a többitől, felépítése összetettebb, csak ebbe iktatott Liszt egy virtuóz kadenciát, a kódája pedig nem tematikus jellegű.